# Nico Jalink
Nicholaas ("Nico") Jalink (Rotterdam, 22 juni 1964) is een voormalig Nederlands voetballer. De middenvelder startte zijn loopbaan bij Excelsior en kwam later onder meer uit voor RKC en Sparta Rotterdam.

## Loopbaan
Jalink werd in 1983 door Excelsior bij amateurvereniging Xerxes weggeplukt. Hij maakte zijn profdebuut op 24 augustus 1983 in een uitwedstrijd tegen Roda JC, waarbij hij inviel voor Carlo van Tour. In drie seizoenen Excelsior speelde hij 91 competitieduels waarin hij 21 keer scoorde. In 1986 verkaste hij naar AZ. Samen met Pier Tol verruilde hij in de winter van 1988 AZ voor Fortuna Sittard. Zowel in 1988 als in 1989 eindigde deze ploeg als achtste in de Eredivisie.
Vanaf 1989 kwam Jalink twee jaar uit voor RKC. Er was interesse van Feyenoord, maar hij koos in 1991 voor een avontuur bij Port Vale FC in de Engelse Football League Second Division. In de zomer van 1992 had hij een oefenstage bij Manchester City. Hij keerde echter uiteindelijk terug bij RKC en tekende een jaar later een contract bij Sparta, waar hij een tweejarig contract tekende.
In 1996 wilde Jalink naar NAC, maar weigerde Sparta hem te laten gaan aangezien beide partijen in een eerder stadium een mondeling akkoord hadden bereikt over een eenjarige verlenging van zijn contract. Na tussenkomst van de arbitragecommissie van de KNVB betaalde Jalink noodgedwongen 300.000 gulden om zijn contract af te kopen. Na een weinig succesvol seizoen keerde Jalink in 1997 op huurbasis terug bij Sparta.
In seizoen 1997/98 was hij in totaal negen wedstrijden geschorst wegens rode kaarten in de duels tegen Vitesse en FC Volendam. In 1999 maakte hij de overstap naar Dordrecht '90 in de Eerste divisie. Twee jaar later beëindigde hij op (bijna) 37-jarige leeftijd zijn actieve voetballoopbaan. Zijn laatste wedstrijd speelde hij op 26 mei 2001 tegen FC Den Bosch. In vijftien seizoenen Eredivisie scoorde Jalink 63 keer in 406 wedstrijden. In de Eerste divisie en de Engelse Second Division maakte hij nog eens zeven doelpunten in 74 duels.
Jalink was later werkzaam als assistent-trainer bij Dordrecht'90 en Sparta. Hij werd in 2009 aangesteld hoofdtrainer van amateurvereniging DOTO uit Pernis. Vanaf het seizoen 2010/11 was hij werkzaam als trainer van Deltasport uit Vlaardingen, waar hij per 22 februari 2011 op non-actief werd gesteld. Sindsdien is Jalink assistent-trainer bij Sparta Rotterdam O/19. Sinds 2017 is hij als assistent-trainer lid van de trainersstaf van Jong Sparta en het eerste elftal van Sparta.

## Clubstatistieken
| Seizoen | Club             | Competitie      | Duels | Goals |
| ------- | ---------------- | --------------- | ----- | ----- |
| 1983/84 | Excelsior        | Eredivisie      | 27    | 4     |
| 1984/85 | Excelsior        | Eredivisie      | 31    | 9     |
| 1985/86 | Excelsior        | Eredivisie      | 33    | 8     |
| 1986/87 | AZ               | Eredivisie      | 21    | 0     |
| 1987/88 | AZ               | Eredivisie      | 17    | 6     |
| 1987/88 | Fortuna Sittard  | Eredivisie      | 15    | 2     |
| 1988/89 | Fortuna Sittard  | Eredivisie      | 29    | 6     |
| 1989/90 | RKC              | Eredivisie      | 23    | 2     |
| 1990/91 | RKC              | Eredivisie      | 29    | 5     |
| 1991/92 | Port Vale FC     | Second Division | 28    | 1     |
| 1992/93 | RKC              | Eredivisie      | 26    | 4     |
| 1993/94 | Sparta Rotterdam | Eredivisie      | 28    | 5     |
| 1994/95 | Sparta Rotterdam | Eredivisie      | 30    | 3     |
| 1995/96 | Sparta Rotterdam | Eredivisie      | 32    | 4     |
| 1996/97 | NAC              | Eredivisie      | 25    | 0     |
| 1997/98 | Sparta Rotterdam | Eredivisie      | 17    | 3     |
| 1998/99 | Sparta Rotterdam | Eredivisie      | 23    | 2     |
| 1999/00 | Dordrecht '90    | Eerste divisie  | 22    | 4     |
| 2000/01 | Dordrecht '90    | Eerste divisie  | 24    | 2     |
| Totaal  | Totaal           | Totaal          | 480   | 70    |